# Popis zrakoplovnih tvrtki u Bosni i Hercegovini
Popis registriranih zrakoplovnih tvrtki u Bosni i Hercegovini koje su trenutačno u funkciji.
| Zrakoplovna tvrtka | Slika | IATA | ICAO | CALL SIGN | Sjedište | Osnovano |
| ------------------ | ----- | ---- | ---- | --------- | -------- | -------- |
| FlyBosnia          |       |      | FBS  | BOSNIAAIR | Sarajevo | 2017.    |
| Icar Air           |       |      | RAC  | TUZLA AIR | Tuzla    | 2000.    |

Popis registriranih zrakoplovnih tvrtki u Bosni i Hercegovini koje više nisu u funkciji.
| Zrakoplovna tvrtka    | Slika | IATA | ICAO    | CALL SIGN             | Sjedište   | Osnovano | Ugašeno |
| --------------------- | ----- | ---- | ------- | --------------------- | ---------- | -------- | ------- |
| Air Bosna             |       | JA   | BON     | Bosna Air             | Sarajevo   | 1994.    | 2003.   |
| Air Commerce          |       |      | ACS;CSB | Air Commerce Sarajevo | Sarajevo   | 1991.    | 1992.   |
| Air Srpska            |       | R6   | SBK     | AIR SRPSKA            | Banja Luka | 1999.    | 2003.   |
| Arnoro Airlines       |       |      | ARN     | ARNORO                | Sarajevo   | 2004.    | 2007.   |
| Avio Piva             |       |      | APB     |                       | Banja Luka | 2004.    | 2006.   |
| B&H Airlines          |       | JA   | BON     |                       | Sarajevo   | 1994.    | 2015.   |
| Bio Air               |       |      | BIO     |                       | Sarajevo   | 1997.    | 2002.   |
| Bosnia Airlines       |       |      | BSL     |                       | Mostar     | 2004.    | 2005.   |
| Bosnian Wand Airlines |       | H3   | HRM     | HERMES                | Sarajevo   | 2014.    | 2015.   |
| Dardan Air            |       |      | DEP     |                       | Sarajevo   | 2000.    | 2001.   |
| Mast Air              |       |      |         |                       | Banja Luka | 2000.    | 2000.   |
| Sky Bosnia            |       |      | SBN     |                       | Sarajevo   | 2011.    | 2012.   |
| Sky Srpska            |       |      |         |                       | Banja Luka | 2007.    | 2011.   |

## Unutarnje poveznice
- Dodatak:Popis zračnih luka Bosne i Hercegovine